# Liste der Kulturdenkmäler in Wiesbaden-Mitte (südliche und westliche Stadterweiterungen)
Die folgende Liste enthält die in der Denkmaltopographie ausgewiesenen Kulturdenkmäler auf dem Gebiet Stadt Wiesbaden, Ortsbezirk Mitte in Hessen. Diese Liste umfasst die Gebäude der südlichen und westlichen Stadterweiterungen.
Hinweis: Die Reihenfolge der Denkmäler in dieser Liste orientiert sich zunächst an Ortsbezirken und anschließend den Straßennamen.
Grundlage ist die Veröffentlichung der Hessischen Denkmalliste, die auf Basis des Denkmalschutzgesetzes vom 5. September 1986 erstmals erstellt und seither laufend ergänzt wurde. Ein Teil dieser Listen ist zusammen mit einer ausführlichen Beschreibung auf der Webseite denkxweb.denkmalpflege-hessen.de einzusehen.

## Adelheidstraße
| Bild | Bezeichnung | Lage                                                            | Beschreibung | Bauzeit | Daten |
| ---- | ----------- | --------------------------------------------------------------- | --- | ------- | ----- |
|      |             | Adelheidstraße 10 LageFlur: 116, Flurstück: 94/26               | Das Objekt gehört zu der Gesamtanlage: Südliche Stadterweiterung                                                                   | 1876/76 |       |
|      |             | Adelheidstraße 12 LageFlur: 116, Flurstück: 73/24               | Das Objekt gehört zu der Gesamtanlage: Südliche Stadterweiterung                                                                   | 1875/76 |       |
|      |             | Adelheidstraße 17 LageFlur: 115, Flurstück: 147/59              | Das Objekt gehört zu der Gesamtanlage: Südliche Stadterweiterung                                                                   | 1865    |       |
|      |             | Adelheidstraße 18 LageFlur: 116, Flurstück: 112/28              | Das Objekt gehört zu der Gesamtanlage: Südliche Stadterweiterung                                                                   | 1877    |       |
|      |             | Adelheidstraße 19 LageFlur: 115, Flurstück: 115/58              | Das Objekt gehört zu der Gesamtanlage: Südliche Stadterweiterung                                                                   | Um 1865 |       |
|      |             | Adelheidstraße 36/Moritzstraße LageFlur: 66, Flurstück: 87/18   | Das Objekt gehört zu der Gesamtanlage: Südliche Stadterweiterung                                                                   | 1875/76 |       |
|      |             | Adelheidstraße 45 LageFlur: 115, Flurstück: 15                  | Das Objekt gehört zu der Gesamtanlage: Südliche Stadterweiterung                                                                   | Um 1865 |       |
|      |             | Adelheidstraße 50 LageFlur: 66, Flurstück: 173/14               | Das Objekt gehört zu der Gesamtanlage: Südwestliche Stadterweiterung                                                               | 1873/74 |       |
|      |             | Adelheidstraße 52 LageFlur: 66, Flurstück: 241/13               | Das Objekt gehört zu der Gesamtanlage: Südwestliche Stadterweiterung                                                               | 1879/80 |       |
|      |             | Adelheidstraße 53/Oranienstraße LageFlur: 66, Flurstück: 301/89 | Das Objekt gehört zu der Gesamtanlage: Südliche Stadterweiterung                                                                   | Um 1866 |       |
|      |             | Adelheidstraße 55 LageFlur: 66, Flurstück: 207/90               | Das Objekt gehört zu der Gesamtanlage: Südwestliche Stadterweiterung                                                               | Um 1865 |       |
|      |             | Adelheidstraße 70 LageFlur: 59, Flurstück: 19/3                 | Das Objekt gehört zu der Gesamtanlage: Südwestliche Stadterweiterung Architekt/Planer: Jean Fürstchen                              | 1885    |       |
|      |             | Adelheidstraße 72 LageFlur: 59, Flurstück: 2084/20              | Das Objekt gehört zu der Gesamtanlage: Südwestliche Stadterweiterung                                                               | 1885    |       |
|      |             | Adelheidstraße 74 LageFlur: 59, Flurstück: 207/22               | Das Objekt gehört zu der Gesamtanlage: Südwestliche Stadterweiterung Architekt/Planer: Bruno Rüdiger                               | 1886    |       |
|      |             | Adelheidstraße 80 LageFlur: 59, Flurstück: 1919/9               | Das Objekt gehört zu der Gesamtanlage: Südwestliche Stadterweiterung                                                               | 1878/79 |       |
|      |             | Adelheidstraße 85 LageFlur: 65, Flurstück: 142/37               | Das Objekt gehört zu der Gesamtanlage: Südwestliche Stadterweiterung Architekt/Planer: Gebrüder Jean Fürstchen und Georg Fürstchen | 1882    |       |
|      |             | Adelheidstraße 86-88 LageFlur: 64, Flurstück: 503/100,500/100   | Das Objekt gehört zu der Gesamtanlage: Südwestliche Stadterweiterung Architekt/Planer: Carl Dormann                                | 1897    |       |
|      |             | Adelheidstraße 90 LageFlur: 54, Flurstück: 501/100              | Das Objekt gehört zu der Gesamtanlage: Südwestliche Stadterweiterung Architekt/Planer: Carl Dormann                                | 1897    |       |
|      |             | Adelheidstraße 91/Wörthstraße LageFlur: 59, Flurstück: 2080/5   | Das Objekt gehört zu der Gesamtanlage: Südwestliche Stadterweiterung Architekt/Planer: Hermann Frorath                             | 1887    |       |
|      |             | Adelheidstraße 92 LageFlur: 64, Flurstück: 387/98               | Das Objekt gehört zu der Gesamtanlage: Südwestliche Stadterweiterung Architekt/Planer: Carl Dormann                                | 1896    |       |
|      |             | Adelheidstraße 93 LageFlur: 59, Flurstück: 6/1                  | Das Objekt gehört zu der Gesamtanlage: Südwestliche Stadterweiterung Architekt/Planer: Georg Schlink                               | 1896    |       |
|      |             | Adelheidstraße 94 LageFlur: 64, Flurstück: 388/96               | Das Objekt gehört zu der Gesamtanlage: Südwestliche Stadterweiterung Architekt/Planer: Carl Dormann                                | 1896    |       |
|      |             | Adelheidstraße 95 LageFlur: 59, Flurstück: 6/2                  | Das Objekt gehört zu der Gesamtanlage: Südwestliche Stadterweiterung Architekt/Planer: Fritz Arens                                 | 1895    |       |
|      |             | Adelheidstraße 96 LageFlur: 64, Flurstück: 1870/96              | Das Objekt gehört zu der Gesamtanlage: Südwestliche Stadterweiterung Architekt/Planer: Wilhelm Rehbold                             | 1896    |       |
|      |             | Adelheidstraße 97 LageFlur: 59, Flurstück: 6/3                  | Das Objekt gehört zu der Gesamtanlage: Südwestliche Stadterweiterung Architekt/Planer: Albert Wolff                                | 1895    |       |
|      |             | Adelheidstraße 99 LageFlur: 64, Flurstück: 457/100              | Das Objekt gehört zu der Gesamtanlage: Südwestliche Stadterweiterung Architekt/Planer: Albert Wolff                                | 1895    |       |
|      |             | Adelheidstraße 101 LageFlur: 64, Flurstück: 383/98              | Das Objekt gehört zu der Gesamtanlage: Südwestliche Stadterweiterung Architekt/Planer: Carl Dormann                                | 1894    |       |
|      |             | Adelheidstraße 103 LageFlur: 64, Flurstück: 382/98              | Das Objekt gehört zu der Gesamtanlage: Südwestliche Stadterweiterung Architekt/Planer: Albert Wolff                                | 1894    |       |
|      |             | Adelheidstraße 105 LageFlur: 64, Flurstück: 381/98              | Das Objekt gehört zu der Gesamtanlage: Südwestliche Stadterweiterung Architekt/Planer: Georg Schlink                               | 1894    |       |

## Adolfsallee
| Bild           | Bezeichnung | Lage                                                                           | Beschreibung | Bauzeit | Daten |
| -------------- | ----------- | ------------------------------------------------------------------------------ | --- | ------- | ----- |
| weitere Bilder |             | Adolfsallee 6 LageFlur: 116, Flurstück: 80/29                                  | Das Objekt gehört zu der Gesamtanlage: Südliche Stadterweiterung                                                                            | 1875    |       |
| weitere Bilder |             | Adolfsallee 11 LageFlur: 66, Flurstück: 199/62                                 | Das Objekt gehört zu der Gesamtanlage: Südliche Stadterweiterung                                                                            | 1870/71 |       |
| weitere Bilder |             | Adolfsallee 13 LageFlur: 66, Flurstück: 198/61                                 | Das Objekt gehört zu der Gesamtanlage: Südliche Stadterweiterung                                                                            | 1870/72 |       |
| weitere Bilder |             | Adolfsallee 14 LageFlur: 116, Flurstück: 18/17                                 | Das Objekt gehört zu der Gesamtanlage: Südliche Stadterweiterung                                                                            | 1875/76 |       |
| weitere Bilder |             | Adolfsallee 15 LageFlur: 66, Flurstück: 197/60                                 | Das Objekt gehört zu der Gesamtanlage: Südliche Stadterweiterung Architekt/Planer: Julius Ippel (vermutlich)                                | 1870/71 |       |
| weitere Bilder |             | Adolfsallee 16 LageFlur: 54, Flurstück: 287/7                                  | Das Objekt gehört zu der Gesamtanlage: Südliche Stadterweiterung Architekt/Planer: Carl Dormann (vermutlich)                                | 1885    |       |
| weitere Bilder |             | Adolfsallee 18 LageFlur: 54, Flurstück: 288/8                                  | Das Objekt gehört zu der Gesamtanlage: Südliche Stadterweiterung                                                                            | 1884    |       |
| weitere Bilder |             | Adolfsallee 21/Albrechtstraße 18 LageFlur: 66, Flurstück: 156/50               | Das Objekt gehört zu der Gesamtanlage: Südliche Stadterweiterung                                                                            | 1875/76 |       |
| weitere Bilder |             | Adolfsallee 22/Schlicherstraße LageFlur: 54, Flurstück: 290/10                 | Das Objekt gehört zu der Gesamtanlage: Südliche StadterweiterungArchitekt/Planer: Friedrich Chr. Rossel                                     | 1884    |       |
| weitere Bilder |             | Adolfsallee 23 LageFlur: 66, Flurstück: 257/49                                 | Das Objekt gehört zu der Gesamtanlage: Südliche Stadterweiterung                                                                            | 1881    |       |
| weitere Bilder |             | Adolfsallee 24/Schlicherstraße LageFlur: 54, Flurstück: 517/12                 | Das Objekt gehört zu der Gesamtanlage: Südliche Stadterweiterung Architekt/Planer: Gebrüder Jean Fürstchen und Georg Fürstchen (vermutlich) | 1885    |       |
| weitere Bilder |             | Adolfsallee 25 LageFlur: 66, Flurstück: 49/1                                   | Das Objekt gehört zu der Gesamtanlage: Südliche Stadterweiterung Architekt/Planer: Friedrich Beckel                                         | 1881    |       |
| weitere Bilder |             | Adolfsallee 26 LageFlur: 54, Flurstück: 368/13                                 | Das Objekt gehört zu der Gesamtanlage: Südliche Stadterweiterung Architekt/Planer: Carl W. Grün (vermutlich)                                | 1885    |       |
| weitere Bilder |             | Adolfsallee 28 LageFlur: 54, Flurstück: 295/74                                 | Das Objekt gehört zu der Gesamtanlage: Südliche Stadterweiterung Architekt/Planer: Carl August Hane                                         | 1885    |       |
| weitere Bilder |             | Adolfsallee 30/Untere Matthias-Claudius-Straße LageFlur: 54, Flurstück: 405/73 | Das Objekt gehört zu der Gesamtanlage: Südliche Stadterweiterung Architekt/Planer: Ludwig Bind                                              | 1890    |       |
| weitere Bilder |             | Adolfsallee 32 LageFlur: 54, Flurstück: 378/72                                 | Das Objekt gehört zu der Gesamtanlage: Südliche Stadterweiterung                                                                            | 1886    |       |
| weitere Bilder |             | Adolfsallee 34 LageFlur: 54, Flurstück: 296/72                                 | Das Objekt gehört zu der Gesamtanlage: Südliche Stadterweiterung                                                                            | 1886    |       |
| weitere Bilder |             | Adolfsallee 35 LageFlur: 66, Flurstück: 319/23                                 | Das Objekt gehört zu der Gesamtanlage: Südliche Stadterweiterung Architekt/Planer: Carl von Roeßler                                         | 1878    |       |
| weitere Bilder |             | Adolfsallee 39 LageFlur: 58, Flurstück: 145/104                                | Das Objekt gehört zu der Gesamtanlage: Südliche Stadterweiterung Architekt/Planer: Ernst Winter                                             | 1879    |       |
| weitere Bilder |             | Adolfsallee 55 LageFlur: 58, Flurstück: 204/111                                | Das Objekt gehört zu der Gesamtanlage: Südliche Stadterweiterung Architekt/Planer: Gustav Schellenberg                                      | 1883    |       |
| weitere Bilder |             | Adolfsallee 57 LageFlur: 58, Flurstück: 449/112                                | Das Objekt gehört zu der Gesamtanlage: Südliche Stadterweiterung Architekt/Planer: Kreizner & Hatzmann                                      | 1892    |       |

## Adolfstraße
| Bild | Bezeichnung | Lage                                                      | Beschreibung | Bauzeit | Daten |
| ---- | ----------- | --------------------------------------------------------- | --- | ------- | ----- |
|      |             | Adolfstraße 4/Rheinstraße 40 LageFlur: 115, Flurstück: 46 | Das Objekt gehört zu der Gesamtanlage: Historisches Fünfeck/Südliche Stadterweiterung Architekt/Planer: Schreinermeister A & C Schreiber | 1866/67 |       |
|      |             | Adolfstraße 10 LageFlur: 115, Flurstück: 114/51           | Das Objekt gehört zu der Gesamtanlage: Südliche Stadterweiterung Architekt/Planer: Maurermeister Christian Dormann                       | 1864/65 |       |

## Albrechtstraße
| Bild | Bezeichnung | Lage                                              | Beschreibung                                                         | Bauzeit | Daten |
| ---- | ----------- | ------------------------------------------------- | -------------------------------------------------------------------- | ------- | ----- |
|      |             | Albrechtstraße 35 LageFlur: 66, Flurstück: 319/23 | Das Objekt gehört zu der Gesamtanlage: Südwestliche Stadterweiterung | Um 1875 |       |

## Arndtstraße
| Bild           | Bezeichnung | Lage                                                           | Beschreibung | Bauzeit | Daten |
| -------------- | ----------- | -------------------------------------------------------------- | --- | ------- | ----- |
|                |             | Arndtstraße 1/Herderstraße 20 LageFlur: 59, Flurstück: 789/26  | Das Objekt gehört zu der Gesamtanlage: Südwestliche Stadterweiterung Architekt/Planer: Heinrich Hartmann         | 1901    |       |
|                |             | Arndtstraße 2/Herderstraße 18 LageFlur: 59, Flurstück: 1693/23 | Das Objekt gehört zu der Gesamtanlage: Südwestliche Stadterweiterung Architekt/Planer: Alexander Schwank         | 1900    |       |
| weitere Bilder |             | Arndtstraße 3 LageFlur: 59, Flurstück: 1692/29                 | Das Objekt gehört zu der Gesamtanlage: Südwestliche Stadterweiterung Architekt/Planer: Maurermeister Karl Becker | 1900    |       |

## Bahnhofstraße
| Bild                     | Bezeichnung              | Lage                                                                             | Beschreibung | Bauzeit | Daten |
| ------------------------ | ------------------------ | -------------------------------------------------------------------------------- | --- | ------- | ----- |
| Ehem. Rheinbahndirektion | Ehem. Rheinbahndirektion | Bahnhofstraße 30-32/Adelheidstraße LageFlur: 118, Flurstück: 1/63                | Das Objekt gehört zu der Gesamtanlage: Südliche Stadterweiterung                                                  | 1873/74 |       |
|                          |                          | Bahnhofstraße 34/Adelheidstraße 6 LageFlur: 116, Flurstück: 259/9                | Das Objekt gehört zu der Gesamtanlage: Südliche Stadterweiterung Architekt/Planer: Maurermeister Philipp A. Krauß | 1879/80 |       |
|                          |                          | Bahnhofstraße 35 LageFlur: 115, Flurstück: 233/70                                | Das Objekt gehört zu der Gesamtanlage: Südliche Stadterweiterung                                                  | Um 1865 |       |
|                          |                          | Bahnhofstraße 37 LageFlur: 115, Flurstück: 73/1                                  | Das Objekt gehört zu der Gesamtanlage: Südliche Stadterweiterung Architekt/Planer: Carl Birk (vermutlich)         | Um 1866 |       |
|                          |                          | Bahnhofstraße 38 LageFlur: 116, Flurstück: 253/7                                 | Das Objekt gehört zu der Gesamtanlage: Südliche Stadterweiterung Architekt/Planer: Adolph Schepp                  | 1884    |       |
|                          |                          | Bahnhofstraße 40 LageFlur: 116, Flurstück: 186/8                                 | Das Objekt gehört zu der Gesamtanlage: Südliche Stadterweiterung Architekt/Planer: Adolph Schepp                  | 1884    |       |
|                          |                          | Bahnhofstraße 42 LageFlur: 116, Flurstück: 250/9                                 | Das Objekt gehört zu der Gesamtanlage: Südliche Stadterweiterung Architekt/Planer: Friedrich Rock                 | 1885    |       |
|                          |                          | Bahnhofstraße 44-46 LageFlur: 116, Flurstück: 231/11,254/12                      | Das Objekt gehört zu der Gesamtanlage: Südliche Stadterweiterung Architekt/Planer: Maurermeister Anton Grün       | 1886    |       |
|                          |                          | Bahnhofstraße 45 LageFlur: 116, Flurstück: 178/24                                | Das Objekt gehört zu der Gesamtanlage: Südliche Stadterweiterung Architekt/Planer: Friedrich Beckel               | 1884/85 |       |
|                          |                          | Bahnhofstraße 48 LageFlur: 116, Flurstück: 287/13                                | Das Objekt gehört zu der Gesamtanlage: Südliche Stadterweiterung Architekt/Planer: Friedrich Beckel               | 1886    |       |
|                          |                          | Bahnhofstraße 50 LageFlur: 116, Flurstück: 257/14                                | Das Objekt gehört zu der Gesamtanlage: Südliche Stadterweiterung Architekt/Planer: Friedrich Beckel               | 1885    |       |
| weitere Bilder           | Centralhotel             | Bahnhofstraße 65/Untere Matthias-Claudius-Straße LageFlur: 54, Flurstück: 679/23 | Das Objekt gehört zu der Gesamtanlage: Südliche Stadterweiterung Architekt/Planer: Heinrich Franke                | 1895    |       |

## Dotzheimer Straße
| Bild              | Bezeichnung       | Lage                                                        | Beschreibung                                                                                    | Bauzeit   | Daten |
| ----------------- | ----------------- | ----------------------------------------------------------- | ----------------------------------------------------------------------------------------------- | --------- | ----- |
|                   |                   | Dotzheimer Straße 22 LageFlur: 67, Flurstück: 226/11,353,29 | Das Objekt gehört zu der Gesamtanlage: Dotzheimer Straße                                        | 1860      |       |
| Ehem. Kolpinghaus | Ehem. Kolpinghaus | Dotzheimer Straße 24 LageFlur: 67, Flurstück: 27/1          | Das Objekt gehört zu der Gesamtanlage: Dotzheimer Straße Architekt/Planer: Stanislaus Wojtowski | 1892–1896 |       |
|                   |                   | Dotzheimer Straße 28 LageFlur: 67, Flurstück: 309/26        | Das Objekt gehört zu der Gesamtanlage: Dotzheimer Straße Architekt/Planer: Wilhelm Boué         | 1904/05   |       |

## Emanuel-Geibel-Straße
| Bild | Bezeichnung | Lage                                                      | Beschreibung                                                                                             | Bauzeit | Daten |
| ---- | ----------- | --------------------------------------------------------- | --- | ------- | ----- |
|      |             | Emanuel-Geibel-Straße 8 LageFlur: 59, Flurstück: 1801/40  | Das Objekt gehört zu der Gesamtanlage: Südwestliche Stadterweiterung                                     | 1894    |       |
|      |             | Emanuel-Geibel-Straße 19 LageFlur: 59, Flurstück: 1004/26 | Das Objekt gehört zu der Gesamtanlage: Südwestliche Stadterweiterung Architekt/Planer: Hermann Reichwein | 1903    |       |

## Gerichtsstraße
| Bild                        | Bezeichnung                 | Lage                                             | Beschreibung | Bauzeit | Daten |
| --------------------------- | --------------------------- | ------------------------------------------------ | --- | ------- | ----- |
| Ehem. Land- und Amtsgericht | Ehem. Land- und Amtsgericht | Gerichtsstraße 2 LageFlur: 66, Flurstück: 373/82 | Das Objekt gehört zu der Gesamtanlage: Südliche Stadterweiterung Architekt/Planer: Büttner, Helbig, Wikop und Gothan | 1895–97 |       |
|                             |                             | Gerichtsstraße 3 LageFlur: 66, Flurstück: 371/85 | Das Objekt gehört zu der Gesamtanlage: Südliche Stadterweiterung Architekt/Planer: Alexander Schwank                 | 1894    |       |
|                             |                             | Gerichtsstraße 7 LageFlur: 66, Flurstück: 372/85 | Das Objekt gehört zu der Gesamtanlage: Südliche Stadterweiterung Architekt/Planer: Heinrich Franke                   | 1894    |       |

## Herbert Anlage
| Bild           | Bezeichnung    | Lage                                          | Beschreibung                                                                                        | Bauzeit | Daten |
| -------------- | -------------- | --------------------------------------------- | --------------------------------------------------------------------------------------------------- | ------- | ----- |
| weitere Bilder | Herbert Anlage | Herbert Anlage LageFlur: 54, Flurstück: 24/28 | Das Objekt gehört zu der Gesamtanlage: Südliche Stadterweiterung Architekt/Planer: Friedrich Hirsch | 1937    |       |

## Herderstraße
| Bild | Bezeichnung | Lage                                                           | Beschreibung                                                                                             | Bauzeit | Daten |
| ---- | ----------- | -------------------------------------------------------------- | --- | ------- | ----- |
|      |             | Herderstraße 5 LageFlur: 59, Flurstück: 1705/92                | Das Objekt gehört zu der Gesamtanlage: Südwestliche Stadterweiterung Architekt/Planer: Albert Wolff      | 1899    |       |
|      |             | Herderstraße 10/Körnerstraße LageFlur: 59, Flurstück: 607/90   | Das Objekt gehört zu der Gesamtanlage: Südwestliche Stadterweiterung Architekt/Planer: Alexander Schwank | 1894    |       |
|      |             | Herderstraße 12/Luxemburgplatz LageFlur: 59, Flurstück: 693/89 | Das Objekt gehört zu der Gesamtanlage: Südwestliche Stadterweiterung Architekt/Planer: Alexander Schwank | 1900    |       |
|      |             | Herderstraße 13 LageFlur: 59, Flurstück: 700/89                | Das Objekt gehört zu der Gesamtanlage: Südwestliche Stadterweiterung Architekt/Planer: Alexander Schwank | 1899    |       |
|      |             | Herderstraße 16 LageFlur: 59, Flurstück: 736/22                | Das Objekt gehört zu der Gesamtanlage: Südwestliche Stadterweiterung Architekt/Planer: Friedrich Frees   | 1900    |       |
|      |             | Herderstraße 26 LageFlur: 59, Flurstück: 1708/33               | Das Objekt gehört zu der Gesamtanlage: Südwestliche Stadterweiterung Architekt/Planer: Albert Wolff      | 1899    |       |
|      |             | Herderstraße 28 LageFlur: 59, Flurstück: 731/33                | Das Objekt gehört zu der Gesamtanlage: Südwestliche Stadterweiterung Architekt/Planer: Friedrich Martin  | 1899    |       |
|      |             | Herderstraße 33 LageFlur: 59, Flurstück: 586/30                | Das Objekt gehört zu der Gesamtanlage: Südwestliche Stadterweiterung Architekt/Planer: Hermann Reichwein | 1899    |       |

## Herrengartenstraße
| Bild           | Bezeichnung | Lage                                                                   | Beschreibung                                                                                        | Bauzeit | Daten |
| -------------- | ----------- | ---------------------------------------------------------------------- | --------------------------------------------------------------------------------------------------- | ------- | ----- |
|                |             | Herrengartenstraße 1-3/Bahnhofstraße 47 LageFlur: 116, Flurstück: 22/1 | Das Objekt gehört zu der Gesamtanlage: Südliche Stadterweiterung Architekt/Planer: Friedrich Beckel | 1885    |       |
|                |             | Herrengartenstraße 2/Bahnhofstraße LageFlur: 116, Flurstück: 284/21    | Das Objekt gehört zu der Gesamtanlage: Südliche Stadterweiterung                                    | 1877/78 |       |
|                |             | Herrengartenstraße 4 LageFlur: 116, Flurstück: 137/19                  | Das Objekt gehört zu der Gesamtanlage: Südliche Stadterweiterung                                    | 1876    |       |
|                |             | Herrengartenstraße 5 LageFlur: 116, Flurstück: 22/1                    | Das Objekt gehört zu der Gesamtanlage: Südliche Stadterweiterung Architekt/Planer: Friedrich Beckel | 1882    |       |
|                |             | Herrengartenstraße 7 LageFlur: 116, Flurstück: 217/22                  | Das Objekt gehört zu der Gesamtanlage: Südliche Stadterweiterung                                    | 1876/77 |       |
|                |             | Herrengartenstraße 9 LageFlur: 116, Flurstück: 212/21                  | Das Objekt gehört zu der Gesamtanlage: Südliche Stadterweiterung                                    | 1876    |       |
|                |             | Herrengartenstraße 14 LageFlur: 116, Flurstück: 18/14                  | Das Objekt gehört zu der Gesamtanlage: Südliche Stadterweiterung                                    | 1875    |       |
|                |             | Herrengartenstraße 15 LageFlur: 116, Flurstück: 220/28                 | Das Objekt gehört zu der Gesamtanlage: Südliche Stadterweiterung                                    | 1882    |       |
| weitere Bilder |             | Herrengartenstraße 18 LageFlur: 116, Flurstück: 18/12                  | Das Objekt gehört zu der Gesamtanlage: Südliche Stadterweiterung Architekt/Planer: Euler & Koppen   | 1876/77 |       |

## Jahnstraße
| Bild           | Bezeichnung | Lage                                                       | Beschreibung                                                                                         | Bauzeit | Daten |
| -------------- | ----------- | ---------------------------------------------------------- | --- | ------- | ----- |
|                |             | Jahnstraße 1/Karlstraße 17 LageFlur: 65, Flurstück: 126/26 | Das Objekt gehört zu der Gesamtanlage: Südwestliche Stadterweiterung Architekt/Planer: Max Pimmel    | 1883    |       |
|                |             | Jahnstraße 3 LageFlur: 65, Flurstück: 27/2                 | Das Objekt gehört zu der Gesamtanlage: Südwestliche Stadterweiterung                                 | Um 1875 |       |
|                |             | Jahnstraße 5 LageFlur: 65, Flurstück: 28/1                 | Das Objekt gehört zu der Gesamtanlage: Südwestliche Stadterweiterung                                 | 1884    |       |
|                |             | Jahnstraße 7 LageFlur: 65, Flurstück: 134/29               | Das Objekt gehört zu der Gesamtanlage: Südwestliche Stadterweiterung                                 | 1883/84 |       |
| weitere Bilder |             | Jahnstraße 17 LageFlur: 65, Flurstück: 171/16              | Das Objekt gehört zu der Gesamtanlage: Südwestliche Stadterweiterung                                 | 1876/77 |       |
|                |             | Jahnstraße 44 LageFlur: 64, Flurstück: 353/98              | Das Objekt gehört zu der Gesamtanlage: Südwestliche Stadterweiterung Architekt/Planer: Karl Schultze | 1891    |       |

## Kaiser-Friedrich-Ring
| Bild            | Bezeichnung     | Lage                                                                           | Beschreibung | Bauzeit | Daten |
| --------------- | --------------- | ------------------------------------------------------------------------------ | --- | ------- | ----- |
| Gasregelstation | Gasregelstation | Kaiser-Friedrich-Ring LageFlur: 64, Flurstück: 104/2                           | Das Objekt gehört zu der Gesamtanlage: Ringstraße                                                                                             | Um 1910 |       |
|                 |                 | Kaiser-Friedrich-Ring 6 LageFlur: 67, Flurstück: 231/6                         | Das Objekt gehört zu der Gesamtanlage: Südwestliche Stadterweiterung/Ringstraße                                                               | 1885    |       |
|                 |                 | Kaiser-Friedrich-Ring 8 LageFlur: 1885, Flurstück: 290/6                       | Das Objekt gehört zu der Gesamtanlage: Südwestliche Stadterweiterung/Ringstraße Architekt/Planer: Friedrich Lang                              |         |       |
|                 |                 | Kaiser-Friedrich-Ring 20/Adelheidstraße 107 LageFlur: 64, Flurstück: 340/95    | Das Objekt gehört zu der Gesamtanlage: Südwestliche Stadterweiterung/Ringstraße Architekt/Planer: Albert Wolff                                | 1892    |       |
|                 |                 | Kaiser-Friedrich-Ring 22/Adelheidstraße 98 LageFlur: 64, Flurstück: 1700/94    | Das Objekt gehört zu der Gesamtanlage: Südwestliche Stadterweiterung/Ringstraße Architekt/Planer: Albert Wolff                                | 1892    |       |
|                 |                 | Kaiser-Friedrich-Ring 28 LageFlur: 64, Flurstück: 575/102                      | Das Objekt gehört zu der Gesamtanlage: Südwestliche Stadterweiterung/Ringstraße Architekt/Planer: Friedrich Lang                              | 1898    |       |
|                 |                 | Kaiser-Friedrich-Ring 30/Schiersteiner Straße LageFlur: 64, Flurstück: 597/103 | Das Objekt gehört zu der Gesamtanlage: Südwestliche Stadterweiterung/Ringstraße Architekt/Planer: Josef Dormann                               | 1898    |       |
|                 |                 | Kaiser-Friedrich-Ring 44/Arndtstraße LageFlur: 59, Flurstück: 1057/32          | Das Objekt gehört zu der Gesamtanlage: Südwestliche Stadterweiterung/Ringstraße Architekt/Planer: Heinrich H. Hutter                          | 1903    |       |
|                 |                 | Kaiser-Friedrich-Ring 46/Arndtstraße LageFlur: 59, Flurstück: 31/2             | Das Objekt gehört zu der Gesamtanlage: Südwestliche Stadterweiterung/Ringstraße Architekt/Planer: Hermann Reichwein                           | 1901    |       |
|                 |                 | Kaiser-Friedrich-Ring 48 LageFlur: 59, Flurstück: 1714/76                      | Das Objekt gehört zu der Gesamtanlage: Südwestliche Stadterweiterung/Ringstraße Architekt/Planer: Heinrich Rossel                             | 1901    |       |
|                 |                 | Kaiser-Friedrich-Ring 50/Luxemburgerstraße 13 LageFlur: 59, Flurstück: 1713/77 | Das Objekt gehört zu der Gesamtanlage: Südwestliche Stadterweiterung/Ringstraße Architekt/Planer: Heinrich Rossel                             | 1901    |       |
|                 |                 | Kaiser-Friedrich-Ring 52/Luxemburgerstraße LageFlur: 59, Flurstück: 1770/81    | Das Objekt gehört zu der Gesamtanlage: Südwestliche Stadterweiterung/Ringstraße Architekt/Planer: Alexander Schwank                           | 1901    |       |
|                 |                 | Kaiser-Friedrich-Ring 54 LageFlur: 59, Flurstück: 828/81                       | Das Objekt gehört zu der Gesamtanlage: Südwestliche Stadterweiterung/Ringstraße Architekt/Planer: Heinrich Franke                             | 1901    |       |
|                 |                 | Kaiser-Friedrich-Ring 56 LageFlur: 59, Flurstück: 769/81                       | Das Objekt gehört zu der Gesamtanlage: Südwestliche Stadterweiterung/Ringstraße                                                               | 1901    |       |
|                 |                 | Kaiser-Friedrich-Ring 60/Körnerstraße LageFlur: 59, Flurstück: 1778/84         | Das Objekt gehört zu der Gesamtanlage: Südwestliche Stadterweiterung/Ringstraße Architekt/Planer: Alexander Schwank                           | 1900    |       |
|                 |                 | Kaiser-Friedrich-Ring 62 LageFlur: 59, Flurstück: 652/86                       | Das Objekt gehört zu der Gesamtanlage: Südwestliche Stadterweiterung/Ringstraße Architekt/Planer: Alexander Schwank                           | 1899    |       |
|                 |                 | Kaiser-Friedrich-Ring 64 LageFlur: 59, Flurstück: 484/89                       | Das Objekt gehört zu der Gesamtanlage: Südwestliche Stadterweiterung/Ringstraße Architekt/Planer: Ludwig Euler                                | 1899    |       |
|                 |                 | Kaiser-Friedrich-Ring 74 LageFlur: 59, Flurstück: 123/4                        | Das Objekt gehört zu der Gesamtanlage: Südwestliche Stadterweiterung/Ringstraße Architekt/Planer: Alexander Schwank                           | 1898    |       |
|                 |                 | Kaiser-Friedrich-Ring 76/Oranienstraße LageFlur: 59, Flurstück: 123/5          | Das Objekt gehört zu der Gesamtanlage: Südliche Stadterweiterung/Südwestliche Stadterweiterung/Ringstraße Architekt/Planer: Alexander Schwank | 1898    |       |
|                 |                 | Kaiser-Friedrich-Ring 78/Oranienstraße LageFlur: 58, Flurstück: 633/89         | Das Objekt gehört zu der Gesamtanlage: Südliche Stadterweiterung/Ringstraße Architekt/Planer: Klaus Gehrmann                                  | 1950    |       |
|                 |                 | Kaiser-Friedrich-Ring 82 LageFlur: 58, Flurstück: 569/88                       | Das Objekt gehört zu der Gesamtanlage: Südliche Stadterweiterung/Ringstraße Architekt/Planer: Georg Schlink und Karl Schlink                  | 1897    |       |
| weitere Bilder  |                 | Kaiser-Friedrich-Ring 92 LageFlur: 58, Flurstück: 429/112                      | Das Objekt gehört zu der Gesamtanlage: Südliche Stadterweiterung/Ringstraße Architekt/Planer: Albert Wolff                                    | 1892    |       |

## Karlstraße
| Bild                                                                  | Bezeichnung | Lage                                          | Beschreibung | Bauzeit | Daten |
| --------------------------------------------------------------------- | ----------- | --------------------------------------------- | --- | ------- | ----- |
| Beispiel eines Wiesbadener Handwerkerhaus im Stil des Spätbiedermeier |             | Karlstraße 6 LageFlur: 66, Flurstück: 119     | Das Objekt gehört zu der Gesamtanlage: Südwestliche Stadterweiterung                                                                      | 1869/70 |       |
|                                                                       |             | Karlstraße 41 LageFlur: 59, Flurstück: 435/16 | Das Objekt gehört zu der Gesamtanlage: Südwestliche Stadterweiterung Architekt/Planer: Alexander Schwank Neobarockes Mietshaus in Ecklage | 1897    |       |

## Körnerstraße
| Bild              | Bezeichnung       | Lage                                            | Beschreibung                                                                                             | Bauzeit | Daten |
| ----------------- | ----------------- | ----------------------------------------------- | --- | ------- | ----- |
|                   |                   | Körnerstraße 1 LageFlur: 59, Flurstück: 691/89  | Das Objekt gehört zu der Gesamtanlage: Südwestliche Stadterweiterung Architekt/Planer: Georg Schlink     | 1900    |       |
|                   |                   | Körnerstraße 2 LageFlur: 59, Flurstück: 479/92  | Das Objekt gehört zu der Gesamtanlage: Südwestliche Stadterweiterung Architekt/Planer: Alexander Schwank | 1898    |       |
|                   |                   | Körnerstraße 3 LageFlur: 59, Flurstück: 690/88  | Das Objekt gehört zu der Gesamtanlage: Südwestliche Stadterweiterung Architekt/Planer: Alexander Schwank | 1900    |       |
|                   |                   | Körnerstraße 4 LageFlur: 59, Flurstück: 480/92  | Das Objekt gehört zu der Gesamtanlage: Südwestliche Stadterweiterung Architekt/Planer: Alexander Schwank | 1898    |       |
|                   |                   | Körnerstraße 5 LageFlur: 59, Flurstück: 1775/86 | Das Objekt gehört zu der Gesamtanlage: Südwestliche Stadterweiterung Architekt/Planer: Fritz Arens       | 1900    |       |
| Ehem. Hotel Epple | Ehem. Hotel Epple | Körnerstraße 7 LageFlur: 59, Flurstück: 725/85  | Das Objekt gehört zu der Gesamtanlage: Südwestliche Stadterweiterung Architekt/Planer: Alexander Schwank | 1899    |       |

## Luxemburgplatz
| Bild | Bezeichnung | Lage                                              | Beschreibung                                                                                          | Bauzeit | Daten |
| ---- | ----------- | ------------------------------------------------- | --- | ------- | ----- |
|      |             | Luxemburgplatz 1 LageFlur: 59, Flurstück: 692/87  | Das Objekt gehört zu der Gesamtanlage: Südwestliche Stadterweiterung Architekt/Planer: Jacob Martin   | 1900    |       |
|      |             | Luxemburgplatz 2 LageFlur: 59, Flurstück: 772/84  | Das Objekt gehört zu der Gesamtanlage: Südwestliche Stadterweiterung Architekt/Planer: Karl Höhn      | 1901    |       |
|      |             | Luxemburgplatz 3 LageFlur: 59, Flurstück: 832/84  | Das Objekt gehört zu der Gesamtanlage: Südwestliche Stadterweiterung Architekt/Planer: Franz Markloff | 1901    |       |
|      |             | Luxemburgplatz 4 LageFlur: 59, Flurstück: 800/82  | Das Objekt gehört zu der Gesamtanlage: Südwestliche Stadterweiterung                                  | Um 1900 |       |
|      |             | Luxemburgplatz 5 LageFlur: 59, Flurstück: 1773/81 | Das Objekt gehört zu der Gesamtanlage: Südwestliche Stadterweiterung Architekt/Planer: Franz M. Fabry | 1902    |       |

## Luxemburgstraße
| Bild | Bezeichnung | Lage                                                             | Beschreibung                                                                                             | Bauzeit | Daten |
| ---- | ----------- | ---------------------------------------------------------------- | --- | ------- | ----- |
|      |             | Luxemburgstraße 2/Albrechtstraße LageFlur: 59, Flurstück: 448/91 | Das Objekt gehört zu der Gesamtanlage: Südwestliche Stadterweiterung Architekt/Planer: Friedrich Frees   | 1897    |       |
|      |             | Luxemburgstraße 5/Herderstraße LageFlur: 59, Flurstück: 1774/22  | Das Objekt gehört zu der Gesamtanlage: Südwestliche Stadterweiterung Architekt/Planer: Alexander Schwank | 1900    |       |
|      |             | Luxemburgstraße 6 LageFlur: 59, Flurstück: 797/81                | Das Objekt gehört zu der Gesamtanlage: Südwestliche Stadterweiterung Architekt/Planer: Alexander Schwank | 1902    |       |
|      |             | Luxemburgstraße 7 LageFlur: 59, Flurstück: 804/24                | Das Objekt gehört zu der Gesamtanlage: Südwestliche Stadterweiterung Architekt/Planer: Jacob Huber       | 1901    |       |
|      |             | Luxemburgstraße 9 LageFlur: 59, Flurstück: 803/81                | Das Objekt gehört zu der Gesamtanlage: Südwestliche Stadterweiterung Architekt/Planer: Hermann Reichwein | 1901    |       |
|      |             | Luxemburgstraße 11 LageFlur: 59, Flurstück: 844/81               | Das Objekt gehört zu der Gesamtanlage: Südwestliche Stadterweiterung Architekt/Planer: Jacob Martin      | 1901    |       |

## Matthias-Claudius-Straße
| Bild | Bezeichnung | Lage                                                                         | Beschreibung                                                                                     | Bauzeit | Daten |
| ---- | ----------- | ---------------------------------------------------------------------------- | ------------------------------------------------------------------------------------------------ | ------- | ----- |
|      |             | Matthias-Claudius-Straße 18/Moritzstraße 58 LageFlur: 48, Flurstück: 221/103 | Das Objekt gehört zu der Gesamtanlage: Südliche Stadterweiterung Architekt/Planer: Karl Schultze | 1887    |       |
|      |             | Matthias-Claudius-Straße 24 LageFlur: 58, Flurstück: 316/94                  | Das Objekt gehört zu der Gesamtanlage: Südliche Stadterweiterung Architekt/Planer: Adolf Rossel  | 1890    |       |

## Moritzstraße
| Bild                                             | Bezeichnung                 | Lage                                                                     | Beschreibung                                                                                         | Bauzeit | Daten |
| ------------------------------------------------ | --------------------------- | ------------------------------------------------------------------------ | --- | ------- | ----- |
| weitere Bilder                                   |                             | Moritzstraße 1 LageFlur: 115, Flurstück: 126/24                          | Das Objekt gehört zu der Gesamtanlage: Südliche Stadterweiterung Architekt/Planer: Heinrich Malcomeß | 1865/66 |       |
| weitere Bilder                                   | Ehem. Hotel Wiesbadener Hof | Moritzstraße 6 LageFlur: 115, Flurstück: 188/29                          | Das Objekt gehört zu der Gesamtanlage: Südliche Stadterweiterung Architekt/Planer: Otto Reimers      | 1908    |       |
| Im Stil der Neorenaissance errichtetes Mietshaus |                             | Moritzstraße 29 LageFlur: 58, Flurstück: 864/98                          | Das Objekt gehört zu der Gesamtanlage: Südliche Stadterweiterung Architekt/Planer: Hermann Frorath   | 1886    |       |
|                                                  |                             | Moritzstraße 31 LageFlur: 58, Flurstück: 322/97                          | Das Objekt gehört zu der Gesamtanlage: Südliche Stadterweiterung Architekt/Planer: Albert Wolff      | 1888    |       |
|                                                  |                             | Moritzstraße 33 LageFlur: 58, Flurstück: 378/96                          | Das Objekt gehört zu der Gesamtanlage: Südliche Stadterweiterung Architekt/Planer: Hermann Frorath   | 1888    |       |
|                                                  |                             | Moritzstraße 35/Matthias-Claudius-Straße LageFlur: 58, Flurstück: 860/95 | Das Objekt gehört zu der Gesamtanlage: Südliche Stadterweiterung                                     | 1904/05 |       |
|                                                  |                             | Moritzstraße 49 LageFlur: 48, Flurstück: 863/89                          | Das Objekt gehört zu der Gesamtanlage: Südliche Stadterweiterung Architekt/Planer: Carl Dormann      | 1893    |       |
|                                                  |                             | Moritzstraße 62 LageFlur: 58, Flurstück: 310/105                         | Das Objekt gehört zu der Gesamtanlage: Südliche Stadterweiterung Architekt/Planer: Ludwig Euler      | 1890    |       |

## Oranienstraße
| Bild                                | Bezeichnung                         | Lage                                                                      | Beschreibung | Bauzeit   | Daten |
| ----------------------------------- | ----------------------------------- | ------------------------------------------------------------------------- | --- | --------- | ----- |
| weitere Bilder                      | Oranienschule (Sachgesamtheit)      | Oranienstraße 5-9 LageFlur: 66, Flurstück: 346/108                        | Das Objekt gehört zu der Gesamtanlage: Südliche Stadterweiterung/Südwestliche Stadterweiterung Architekt/Planer: Alexander Fach                | 1866–1868 |       |
|                                     |                                     | Oranienstraße 13/Adelheidstraße LageFlur: 66, Flurstück: 174/14           | Das Objekt gehört zu der Gesamtanlage: Südliche Stadterweiterung/Südwestliche Stadterweiterung                                                 | 1869/70   |       |
|                                     |                                     | Oranienstraße 15 LageFlur: 66, Flurstück: 189/15                          | Das Objekt gehört zu der Gesamtanlage: Südliche Stadterweiterung/Südwestliche Stadterweiterung                                                 | 1872      |       |
|                                     |                                     | Oranienstraße 17 LageFlur: 66, Flurstück: 16                              | Das Objekt gehört zu der Gesamtanlage: Südliche Stadterweiterung/Südwestliche Stadterweiterung Architekt/Planer: Maurermeister Philipp Dormann | 1872/73   |       |
|                                     |                                     | Oranienstraße 20/Adelheidstraße LageFlur: 66, Flurstück: 161/87           | Das Objekt gehört zu der Gesamtanlage: Südliche Stadterweiterung                                                                               | 1876/77   |       |
| Beamtenwohnhaus des ehem. Gefängnis | Beamtenwohnhaus des ehem. Gefängnis | Oranienstraße 32 LageFlur: 66, Flurstück: 82/1                            | Das Objekt gehört zu der Gesamtanlage: Südliche Stadterweiterung                                                                               | Um 1875   |       |
|                                     |                                     | Oranienstraße 39 LageFlur: 59, Flurstück: 92/28                           | Das Objekt gehört zu der Gesamtanlage: Südliche Stadterweiterung/Südwestliche Stadterweiterung Architekt/Planer: Ludwig Bind                   | 1891      |       |
|                                     |                                     | Oranienstraße 43/Herderstraße LageFlur: 59, Flurstück: 92/32              | Das Objekt gehört zu der Gesamtanlage: Südliche Stadterweiterung/Südwestliche Stadterweiterung Architekt/Planer: Heinrich Franke               | 1895      |       |
|                                     |                                     | Oranienstraße 50/Matthias-Claudius-Straße LageFlur: 58, Flurstück: 415/96 | Das Objekt gehört zu der Gesamtanlage: Südliche Stadterweiterung Architekt/Planer: Heinrich Franke                                             | 1892      |       |
|                                     |                                     | Oranienstraße 55 LageFlur: 59, Flurstück: 123/3                           | Das Objekt gehört zu der Gesamtanlage: Südliche Stadterweiterung/Südwestliche Stadterweiterung Architekt/Planer: Ludwig Meurer                 | 1896      |       |
|                                     |                                     | Oranienstraße 62 LageFlur: 58, Flurstück: 875/90                          | Das Objekt gehört zu der Gesamtanlage: Südliche Stadterweiterung Architekt/Planer: Carl Dormann                                                | 1895      |       |

## Reisinger-Anlage
| Bild                     | Bezeichnung              | Lage                                            | Beschreibung | Bauzeit | Daten |
| ------------------------ | ------------------------ | ----------------------------------------------- | --- | ------- | ----- |
| Reisinger-Brunnen-Anlage | Reisinger-Brunnen-Anlage | Reisinger-Anlage LageFlur: 54, Flurstück: 24/24 | Das Objekt gehört zu der Gesamtanlage: Südliche Stadterweiterung Architekt/Planer: Friedrich Hirsch/Edmund Fabry | 1931/32 |       |

## Schiersteiner Straße
| Bild | Bezeichnung | Lage                                                              | Beschreibung | Bauzeit | Daten |
| ---- | ----------- | ----------------------------------------------------------------- | --- | ------- | ----- |
|      |             | Schiersteiner Straße 3 LageFlur: 64, Flurstück: 570/96            | Das Objekt gehört zu der Gesamtanlage: Südwestliche Stadterweiterung/Schiersteiner Straße Architekt/Planer: Heinrich Franke   | 1898    |       |
|      |             | Schiersteiner Straße 5 LageFlur: 64, Flurstück: 1729/96           | Das Objekt gehört zu der Gesamtanlage: Südwestliche Stadterweiterung/Schiersteiner Straße Architekt/Planer: Schmidt & Kretzer | 1898    |       |
|      |             | Schiersteiner Straße 6/Herderstraße LageFlur: 59, Flurstück: 32/1 | Das Objekt gehört zu der Gesamtanlage: Südwestliche Stadterweiterung/Schiersteiner Straße Architekt/Planer: Heinrich Franke   | 1899    |       |
|      |             | Schiersteiner Straße 8/Herderstraße LageFlur: 59, Flurstück: 33/1 | Das Objekt gehört zu der Gesamtanlage: Südwestliche Stadterweiterung/Schiersteiner Straße Architekt/Planer: Friedrich Martin  | 1899    |       |
|      |             | Schiersteiner Straße 10 LageFlur: 59, Flurstück: 33/2             | Das Objekt gehört zu der Gesamtanlage: Südwestliche Stadterweiterung/Schiersteiner Straße Architekt/Planer: Friedrich Martin  | 1900    |       |
|      |             | Schiersteiner Straße 12 LageFlur: 59, Flurstück: 35/1             | Das Objekt gehört zu der Gesamtanlage: Südwestliche Stadterweiterung/Schiersteiner Straße Architekt/Planer: H. Schneider      | 1900    |       |

## Schlichterstraße
| Bild | Bezeichnung | Lage                                               | Beschreibung                                                                                       | Bauzeit | Daten |
| ---- | ----------- | -------------------------------------------------- | -------------------------------------------------------------------------------------------------- | ------- | ----- |
|      |             | Schlichterstraße 7 LageFlur: 54, Flurstück: 419/18 | Das Objekt gehört zu der Gesamtanlage: Südliche Stadterweiterung Architekt/Planer: Philipp Schmidt | 1890    |       |
|      |             | Schlichterstraße 9 LageFlur: 54, Flurstück: 682/18 | Das Objekt gehört zu der Gesamtanlage: Südliche Stadterweiterung Architekt/Planer: Philipp Schmidt | 1890    |       |

## Untere Albrechtstraße
| Bild | Bezeichnung | Lage                                                                | Beschreibung | Bauzeit | Daten |
| ---- | ----------- | ------------------------------------------------------------------- | --- | ------- | ----- |
|      |             | Untere Albrechtstraße 2 LageFlur: 54, Flurstück: 426/20             | Sachteil Ladenfront Das Objekt gehört zu der Gesamtanlage: Südliche Stadterweiterung Architekt/Planer: Maurermeister Carl Beckel | 1890    |       |
|      |             | Untere Albrechtstraße 16 LageFlur: 54, Flurstück: 422/6             | Das Objekt gehört zu der Gesamtanlage: Südliche Stadterweiterung Architekt/Planer: Friedrich Lang                                | 1887    |       |
|      |             | Untere Albrechtstraße 17/Adolfsallee LageFlur: 116, Flurstück: 18/9 | Das Objekt gehört zu der Gesamtanlage: Südliche Stadterweiterung Architekt/Planer: Maurermeister Christian Dormann               | 1873    |       |